# Nanium oriasi
Nanium oriasi là một loài tò vò trong họ Ichneumonidae.